# Supercruzeiro
Supercruzeiro é a capacidade de um aeronave atingir velocidade supersônica sem a utilização de pós-combustão.

## História
Em 4 de agosto de 1954, pela English Electric Lightning, é lançado a primeira turbina que excede Mach 1.

## Aviões capacitados
- Sukhoi T-50 PAK FA
- F-22 Raptor[1]
- Eurofighter Typhoon[2]
- JAS 39 Gripen[3]

## Futuro Avião capacitado
- Pak-fa T-50[4]